# Aleksei Balabanov
Aleksei Balabanov (25 de fevereiro de 1959 -- 18 de maio de 2013) foi um diretor de cinema russo.